# Francisco López Sanz
Francisco López Sanz Latasa, né à Pampelune (Navarre, Espagne) le 29 mars 1896 et mort dans la même ville le 13 décembre 1977 est un journaliste, écrivain et homme politique carliste, directeur du journal traditionaliste El Pensamiento Navarro (es) entre 1933 et 1966

## Publications
- Carlos III el Noble y el Príncipe de Viana (1926)
- Las dos Princesas de Viana. Su parecido y desemejanza. (1926)
- Bajo el sol africano. Recuerdos de Marruecos (1926)
- Navarra en el Movimiento Nacional (Testimonios ajenos) (1935)
- Relente de los editoriales de El Pensamiento Navarro (1942)
- Navarra en la Cruzada (1948)
- De la historia carlista: abnegación, renunciamiento, heroísmo, sacrificio (1951)
- Las raíces históricas del Movimiento Nacional... (1960)
- ¿Un millón de muertos? ¡Pero con héroes y mártires! (1963)
- ¡Llevaban su sangre! (1966)
- Carlos VII: el rey de los caballeros y el caballero de los reyes (1969)